# پروتکل بازسازی اتریش
پروتکل بازسازی اتریش (انگلیسی: Protocol for the reconstruction of Austria) توافقی بود که در ۴ اکتبر ۱۹۲۲ مابین دولت اتریش و دولت‌های بریتانیای کبیر، فرانسه، ایتالیا و چکسلواکی منعقد شد که بازسازی تدریجی اقتصاد اتریش را تحت نظارت جامعه ملل فراهم می‌کرد. این پروتکل در همان روز در مجموعه پیمان‌های بین‌الملل به ثبت رسید. دولت اسپانیا در ۳ نوامبر ۱۹۲۲ به این پروتکل پیوست.

## آینده
پروتکل ۱۹۲۲ با «پروتکل اتریش» که در ۱۵ ژوئیه ۱۹۳۲ امضا شد، تکمیل شد و بر اساس آن دولت‌های بلژیک، بریتانیا، فرانسه، ایتالیا و هلند متعهد شدند که ۳۰۰/۰۰۰/۰۰۰ شیلینگ اتریش را برای مدت ۲۰ سال به دولت اتریش وام دادند.